# Paranagia alboplagiata
Paranagia alboplagiata är en fjärilsart som beskrevs av Bethune-Baker 1906. Paranagia alboplagiata ingår i släktet Paranagia och familjen nattflyn. Inga underarter finns listade i Catalogue of Life.